# Partido Comunista Alemán
El Partido Comunista Alemán (en alemán: Deutsche Kommunistische Partei, abreviado DKP) es un partido comunista fundado en Alemania Occidental en 1968, como sustituto del Partido Comunista de Alemania (KPD), ilegalizado por el Tribunal Federal en 1956. En elecciones federales nunca obtuvo más del 0,3% de votos.

## Historia
El DKP fue fundado en Alemania Occidental (RFA) en 1968, con el fin de ocupar el espacio político dejado por el Partido Comunista de Alemania (KPD) después de su ilegalización por el Tribunal Constitucional Federal en 1956. Antes de la fundación del partido tuvieron lugar varias conversaciones entre exfuncionarios del KPD y el ministro de justicia, Gustav Heinemann, que sugirió a los comunistas la posibilidad de formar un nuevo partido político dada la imposibilidad de refundar un partido prohibido. Durante la Guerra Fría, el DKP recibía parte de sus fondos del Partido Socialista Unificado de Alemania (SED), que ostentaba el poder en la República Democrática Alemana (RDA) desde el final de la Segunda Guerra Mundial. Tras la reunificación, el DKP entró en una época de decadencia, perdiendo apoyo popular y militantes hasta llegar a la décima parte de los que tenía en la época anterior a la unificación. 

### El DKP en la actualidad
En la actualidad, el DKP es un partido minoritario. En cuanto a su afiliación internacional, formaba parte, en calidad de observador, del Partido de la Izquierda Europea hasta febrero de 2016. Mantiene un semanario afín, denominado Unsere Zeit. En su XX Congreso, celebrado el 2 y 3 de marzo de 2013 en la ciudad de Mörfelden (Hesse), los delegados eligieron a Patrik Köbele como nuevo líder Presidente del DKP.

## Resultados electorales
| Año  | # de votos distritos | % de votos distritos | # de votos lista | % de votos lista | Escaños |
| ---- | -------------------- | -------------------- | ---------------- | ---------------- | ------- |
| 1972 | 146.258              | 0,39 %               | 113.891          | 0,30 %           | 0/518   |
| 1976 | 170.855              | 0,45 %               | 118.581          | 0,31 %           | 0/518   |
| 1980 | 107.158              | 0,28 %               | 71.600           | 0,19 %           | 0/519   |
| 1983 | 96.143               | 0,25 %               | 64.986           | 0,17 %           | 0/520   |
| 1987 | 96.143               | 0,25 %               | 64.986           | 0,17 %           | 0/520   |
| 1994 | 693                  | 0,00 %               |                  |                  | 0/672   |
| 1998 | 2.105                | 0,00 %               |                  |                  | 0/669   |
| 2002 | 3.953                | 0,01 %               |                  |                  | 0/603   |
| 2009 | 929                  | 0,00 %               | 1.894            | 0,00 %           | 0/622   |
| 2013 | 1.699                | 0,00 %               |                  |                  | 0/631   |
| 2017 | 7.517                | 0,00 %               | 11.558           | 0,00 %           | 0/709   |
| 2021 | 5.446                | 0,00 %               | 14.925           | 0,00 %           | 0/736   |